# Jojo (slivoň)

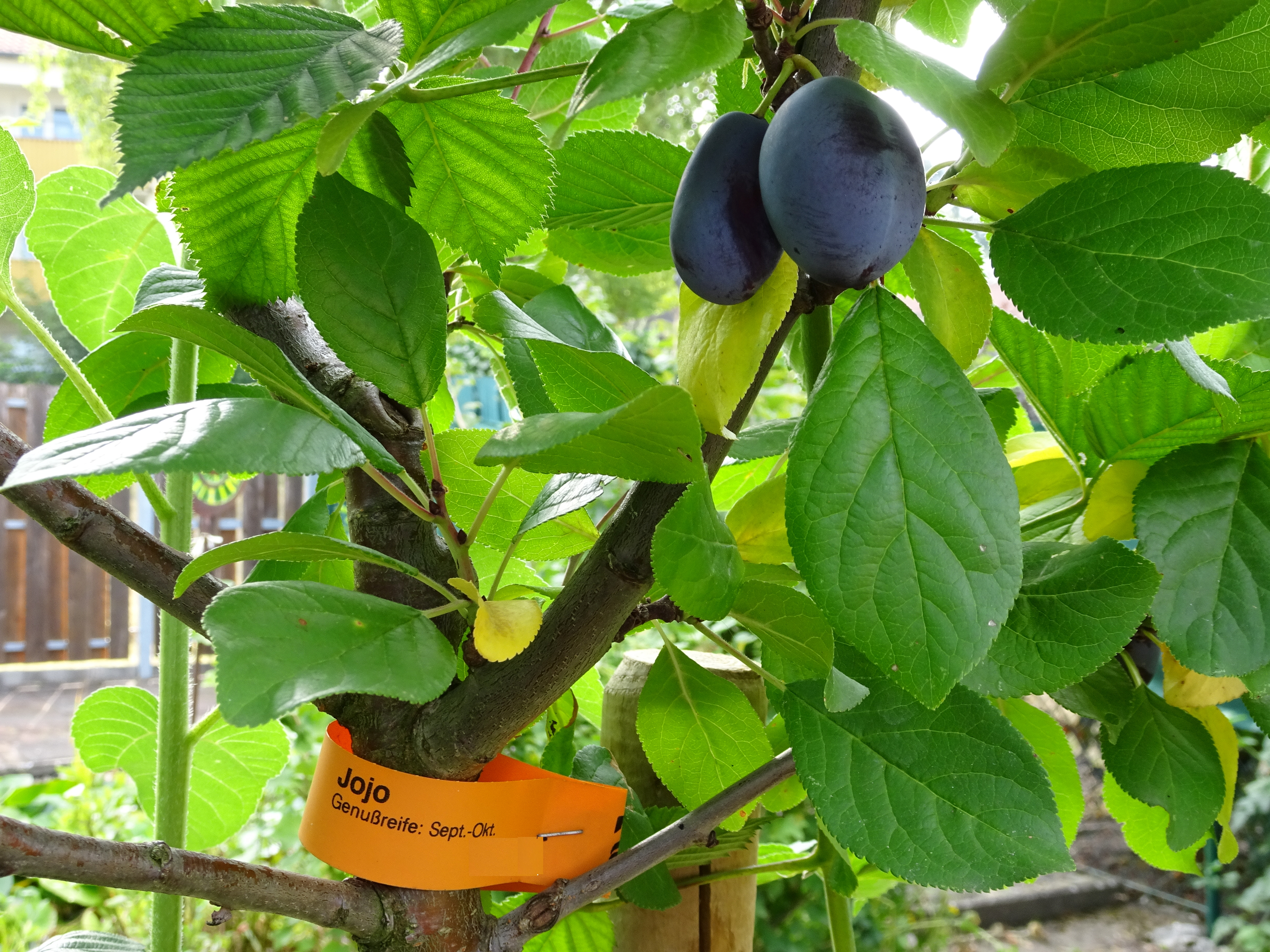
slivoň "jojo"

Jojo (Prunus domestica 'Jojo') je ovocný strom, kultivar druhu slivoň z čeledi růžovitých. Plody velké, s tmavěmodrou slupkou, ojíněné, aromatické, vhodné pro konzum i na zpracování. Chuť je průměrná až dobrá. Zraje v září. Podle některých zdrojů plody této odrůdy nejsou vhodné k destilaci (pro malý obsah cukrů). Podle prodejců ovocných dřevin lze přezrálé plody použít k výrobě alkoholu.

## Původ
První k šarce rezistentní odrůda. Byla vypěstována na Univerzitě v Hohenheimu, zkřížením odrůd 'Ortenauer' a 'Stanley' v roce 1981. Komerčně byla uvolněna v roce 1999.

## Vlastnosti
Růst slabý ale uváděn i středně silný. Plodí velmi brzy po výsadbě, pravidelně hodně. Samosprašná odrůda. Zraje v září. Je náročná, vyžaduje teplé osluněné polohy, propustné živné půdy s dostatkem vlhkosti.

## Plodnost
Plodnost vysoká, odrůda plodí záhy po výsadbě, mnoho, pravidelně.

## Plod
Plod podlouhlý, poměrně velký. Slupka modrá, ojíněná. Dužnina je zelenožlutá až oranžově žlutá, šťavnatá, dobře oddělitelná od pecky.

## Choroby a škůdci
Zcela odolná k šarce. Rezistence Jojo je důsledkem přecitlivělosti odrůdy na virus šarky. Napadená tkáň odumírá, což způsobuje, že se další pronikání viru zastaví. Může být infikována pouze napadenou tkání, obvykle rouby nebo očky.